# Camino sin retorno (libro)
Camino sin retorno (en polaco: Coś się kończy, coś się zaczyna, lit. Algo termina, algo comienza) es la tercera colección de cuentos escritos por Andrzej Sapkowski. La colección incluye dos historias que forman parte de la Saga del Brujo así como varios otros relatos.

## Cuentos
La antología reúne los siguientes cuentos:

#### Camino sin retorno
(Droga, z której się nie wraca)
Cuento que hace parte de la Saga del Brujo. Narra el encuentro entre dos personajes (Visenna y Korin) que resultarán ser los padres de Geralt de Rivia, en una suerte de "precuela" a la saga.

#### Los músicos
(Muzykanci)
El primer cuento de terror escrito por Sapkowski. La historia gira en torno a un suceso terrible que hace los gatos de una localidad decidan unirse a los músicos para poder rechazar lo que les amenaza.

#### Tandaradei!
Un cuento de fantasía y terror. Trata sobre Monika, una joven poco atractiva que decide irse de vacaciones a una colonia de verano. Ahí debe lidiar son su atracción por un intelectual así como la presencia a una extraña anciana que parece ocultar algo siniestro.

#### En el cráter de la bomba
(W leju po bombie)
El primer cuento de ciencia ficción escrito por Sapkowski. Tiene lugar en una ucronía en la cual varios territorios polacos que se encuentran en completo caos producto de una guerra multipolar así como la radiación de Chernóbil. La historia se centra en un niño que trata de cruzar su ciudad en medio del conflicto.

#### Algo termina, algo comienza
(Coś się kończy, coś się zaczyna)
Cuento que hace parte de la Saga del Brujo. Es una historia no canónica sobre la boda de Geralt y Yennefer.

#### Battle Dust
(Bitewny pył)
Una historia del género space opera, hecha con la intención de parecer parte de una saga mucho mayor, que el autor nunca planeó escribir.

#### La tarde dorada
(Złote popołudnie)
Un cuento que trata del Gato de Cheskire, su interacción con Alicia, ambos personajes de Alicia en el país de las maravillas.

#### Lo que sucedió en Mischief Creek
(Zdarzenie w Mischief Creek)
Una cuadrilla de hombres, que se encuentran rastreando a una supuesta bruja en una colonia del Nuevo Mundo, llegan a un pueblo donde son las mujeres quienes organizan la vida.

#### Spanienkreuz
Cuento inicialmente exclusivo de la edición en español del libro, y publicado primero en lengua castellana. Trata sobre un oficial nazi quién quiere entregar una condecoración a la hermana de un soldado alemán caído durante el bombardeo de Guernica.